# 伊麗莎鎮區 (伊利諾伊州默瑟縣)
伊麗莎鎮區（英語：Eliza Township）是位於美國伊利諾伊州默瑟縣的一個行政鎮區。

## 地方資料
根據2010年美國人口普查的數據，伊麗莎鎮區的面積為154.30平方千米，當中陸地面積為148.50平方千米，而水域面積為5.80平方千米。當地共有人口399人，而人口密度為每平方千米2.59人。